# Rhea Seehorn
Rhea Seehorn (Norfolk, Virginia, 1972. május 12. –) amerikai színésznő.
Leginkább televíziós sorozatokból ismert; a Better Call Saul című drámasorozatban 2015 és 2022 között a címszereplő munkatársát és szerelmét, Kimberly Wexlert alakította. Színészi játékáért két Satellite Awardot és egy Szaturnusz-díjat kapott, mint legjobb női mellékszereplő.

## Gyermekkora és tanulmányai
A virginiai Norfolkban született, később Japánban, Arizonában és Washingtonban nevelkedett. Apja és nagyanyja nyomdokaiba lépve fiatal korától tanult festészetet, rajzolást és építészetet. Felsőfokú tanulmányai során találkozott először a film- és színházművészettel. 1994-ben szerzett művészeti diplomát a George Mason University hallgatójaként.

## Színészi pályafutása
A Better Call Saul mellett további fontosabb televíziós szereplései voltak a Whitney élete, az I'm with Her, valamint a Franklin és Bash című sorozatokban. Vendégszereplőként tűnt fel többek között a Dollhouse – A felejtés ára, a Minden lében négy kanál és az Esküdt ellenségek: Különleges ügyosztály egy-egy epizódjában, illetve szinkronszínészként hangját kölcsönözte az Amerikai fater és a Family Guy epizódjaiban.
A filmvásznon nagyrészt független filmekben és rövidfilmekben szerepelt az 1990-es évek végén és a 2000-es évek első felében.

## Magánélete
2018 óta Graham J. Larson filmproducer és ingatlanügynök felesége. Larson korábbi házasságából született két fiának nevelőanyja.

## Filmográfia

### Film
| Év   | Magyar cím                     | Eredeti cím                           | Szerep            | Magyar hang         |
| ---- | ------------------------------ | ------------------------------------- | ----------------- | ------------------- |
| 1998 |                                | A Case Against Karen                  | Shari             |                     |
| 1999 |                                | Why Spain?                            | ismeretlen szerep |                     |
| 2000 |                                | Eat Me                                | Glynna            |                     |
| 2001 |                                | Riders                                | Bitsy             |                     |
| 2006 | Összekutyulva                  | The Shaggy Dog                        | Lori              |                     |
| 2018 |                                | Seven Stages to Achieve Eternal Bliss | Nordheim          |                     |
| 2019 |                                | I Hate Kids                           | Kelly             |                     |
| 2019 |                                | Inside Man: Most Wanted               | Dr. Brynn Stewart |                     |
| 2021 | Kísértő múlt                   | Things Heard & Seen                   | Justine           | Pikali Gerda        |
| 2022 | Linóleum                       | Linoleum                              | Erin Edwin        | Pikali Gerda        |
| 2024 | Bad Boys – Mindent vagy többet | Bad Boys: Ride or Die                 | Judy Howard       | Ligeti Kovács Judit |

Rövidfilmek
- 1999: The Pitch – Pitcher
- 2000: The Gentleman – barátnő
- 2008: CU@Ed's – Tina
- 2018: Lost Children: Kate & Bill – Kate

### Televízió
| Év        | Magyar cím                               | Eredeti cím                        | Szerep                     | Megjegyzések                                         |
| --------- | ---------------------------------------- | ---------------------------------- | -------------------------- | ---------------------------------------------------- |
| 2003–2004 |                                          | I'm with Her                       | Cheri Baldzikowski         | 22 epizód                                            |
| 2005      |                                          | Head Cases                         | Nicole Walker              | 6 epizód                                             |
| 2005      | Romy és Michele: A kezdetek              | Romy and Michele: In the Beginning | Ashley Schwartz            | tévéfilm                                             |
| 2007      |                                          | The Singles Table                  | Stephanie Vogler           | 6 epizód                                             |
| 2007      |                                          | The Thick of It                    | Ollie Todzio               | tévéfilm                                             |
| 2008      | Álomgyári feleség                        | The Starter Wife                   | Charlotte                  | 4 epizód                                             |
| 2009      |                                          | Eva Adams                          | Eva Adams                  | tévéfilm                                             |
| 2009      | Reklám-barátok                           | Trust Me                           | Brooke                     | 3 epizód                                             |
| 2009      | Dollhouse – A felejtés ára               | Dollhouse                          | Jocelyn Bashford           | 1 epizód                                             |
| 2009–2019 | Amerikai fater                           | American Dad!                      | több szereplő hangja       | 4 epizód                                             |
| 2010      | Minden lében négy kanál                  | Burn Notice                        | Patty                      | 1 epizód                                             |
| 2010      | A főnök                                  | The Closer                         | Judy Lynn                  | 1 epizód                                             |
| 2011–2013 | Whitney élete                            | Whitney                            | Roxanne                    | - 38 epizód - magyar hangja: - Hámori Eszter         |
| 2011–2014 | Franklin és Bash                         | Franklin & Bash                    | Ellen Swatello             | 11 epizód                                            |
| 2013      | Family Guy                               | Family Guy                         | Joanie Cunningham (hangja) | 1 epizód                                             |
| 2014      | Gátlástalanok                            | House of Lies                      | Samantha                   | 2 epizód                                             |
| 2015–2022 | Better Call Saul                         | Better Call Saul                   | Kimberly "Kim" Wexler      | - főszereplő - magyar hangja: - Pikali Gerda         |
| 2017      |                                          | Shut Eye                           | Charlie anyja              | 2 epizód                                             |
| 2018      | Esküdt ellenségek: Különleges ügyosztály | Law & Order: Special Victims Unit  | Martha Cobb                | 1 epizód                                             |
| 2018      | Roseanne                                 | Roseanne                           | Carrie                     | 1 epizód                                             |
| 2018      | Robotcsirke                              | Robot Chicken                      | Karen / tinilány (hangja)  | 1 epizód                                             |
| 2019      | Az alelnök                               | Veep                               | Michelle York              | 5 epizód                                             |
| 2019      | A tett                                   | The Act                            | Janet                      | 1 epizód                                             |
| 2019      |                                          | The Twilight Zone                  | Martha Miller              | 1 epizód                                             |
| 2021      | Ridley Jones                             | Ridley Jones                       | Ida (hangja)               | 6 epizód                                             |
| 2021      |                                          | The Harper House                   | Debbie Harper (hangja)     | 10 epizód                                            |
| 2022      | Monster High                             | Monster High                       | Medusa (hangja)            | 1 epizód                                             |
| 2022–2023 |                                          | Cooper's Bar                       | Kris Latimer               | - 11 epizód - társalkotó, rendező és vezető producer |
| 2023      | Legyőzhetetlen                           | Invincible                         | Andressa (hangja)          | 1 epizód                                             |

## Fontosabb díjak és jelölések
| Év   | Díj                     | Kategória                                                        | Jelölt mű        | Eredmény |
| ---- | ----------------------- | ---------------------------------------------------------------- | ---------------- | -------- |
| 2015 | Satellite Award         | Legjobb női mellékszereplő (sorozat, minisorozat vagy tévéfilm)  | Better Call Saul | Elnyerte |
| 2016 | Satellite Award         | Legjobb női mellékszereplő (sorozat, minisorozat vagy tévéfilm)  | Better Call Saul | Elnyerte |
| 2017 | Szaturnusz-díj          | Legjobb televíziós női mellékszereplő                            | Better Call Saul | Elnyerte |
| 2018 | Szaturnusz-díj          | Legjobb televíziós női mellékszereplő                            | Better Call Saul | Jelölve  |
| 2018 | Screen Actors Guild-díj | Legjobb szereplőgárda (drámasorozat)                             | Better Call Saul | Jelölve  |
| 2021 | Screen Actors Guild-díj | Legjobb szereplőgárda (drámasorozat)                             | Better Call Saul | Jelölve  |
| 2023 | Screen Actors Guild-díj | Legjobb szereplőgárda (drámasorozat)                             | Better Call Saul | Jelölve  |
| 2022 | Primetime Emmy-díj      | Legjobb televíziós női mellékszereplő (drámasorozat)             | Better Call Saul | Jelölve  |
| 2023 | Primetime Emmy-díj      | Legjobb televíziós női mellékszereplő (drámasorozat)             | Better Call Saul | Jelölve  |
| 2022 | Primetime Emmy-díj      | Legjobb színésznő rövid formátumú vígjáték- vagy drámasorozatban | Cooper's Bar     | Jelölve  |

## Fordítás
- Ez a szócikk részben vagy egészben  a   Rhea Seehorn című angol Wikipédia-szócikk fordításán alapul.  Az eredeti cikk szerkesztőit annak laptörténete sorolja fel. Ez a jelzés csupán a megfogalmazás eredetét és a szerzői jogokat jelzi, nem szolgál a cikkben szereplő információk forrásmegjelöléseként.